# José Fuchs
No confundir con José Buchs.
Josef Fuchs o José Fuchs (Alsacia, Imperio alemán; 13 de julio de 1880 - Mendoza, Argentina; 26 de marzo de 1967) fue un técnico germano-argentino cuya actividad en Argentina se destacó por haber descubierto petróleo en Comodoro Rivadavia, como también su actividad en la empresa estatal Yacimientos Petrolíferos Fiscales.

## Biografía

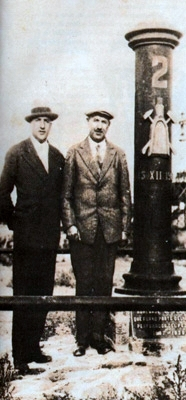
José Fuchs (en le centro de la imagen), junto al monolito levantado donde estuvo el primer pozo en Comodoro Rivadavia.

Desde joven Fuchs se interesó por la extracción de petróleo, lo que lo llevó a relacionarse con una empresa perforadora de pozos en el entonces Imperio alemán.
El 1 de octubre de 1906 Fuchs fue elegido entre varios técnicos alemanes por una comisión enviada por el gobierno argentino para trabajar como jefe de equipo de perforación de Minas en Argentina, su sueldo era de 350 pesos más viáticos. Cinco días después se casó con Ana Cristina Soltner, y el día 12 se embarcaron en el Padua en Marsella, Francia, rumbo a Buenos Aires, Argentina, país que nunca dejarían. El 3 de enero de 1907 llegó a la Patagonia. El viaje duró 37 días. Las malas condiciones climáticas terminaron por postergar los inicios de los trabajos de perforación hasta el mes de marzo. El feroz invierno patagónico sumado a un paro de trabajadores petroleros demoraron aún más el inicio de las tareas.
Con una máquina Fauck-Schnenk a percusión con poder para taladrar 500 metros de profundidad, se inició la perforación del suelo patagónico. La máquina era nueva, su caldera, torre y motor a vapor se transportaron en un barco aparte. La Dirección de Minas había perforado el pozo 1 usando un equipo Rotary, pero abandonó la misión a los 180 metros de profundidad por aprisionamiento de la herramienta. Este sondeó se produjo en Comodoro Rivadavia, donde hoy está ubicado el edificio de Correos. La ubicación del pozo 2 fue fijada por Fuchs. La pareja proveniente de Alemania se instaló en una carpa cerca del pozo 2. Poco después les llegó la noticia que su hijo estaba en camino, así José Víctor Fuchs nació el 27 de septiembre de 1907 en pleno campamento. Más tarde tendrían tres hijos más Luis Frirolin, Ana María Margarita y Roberto Javier.

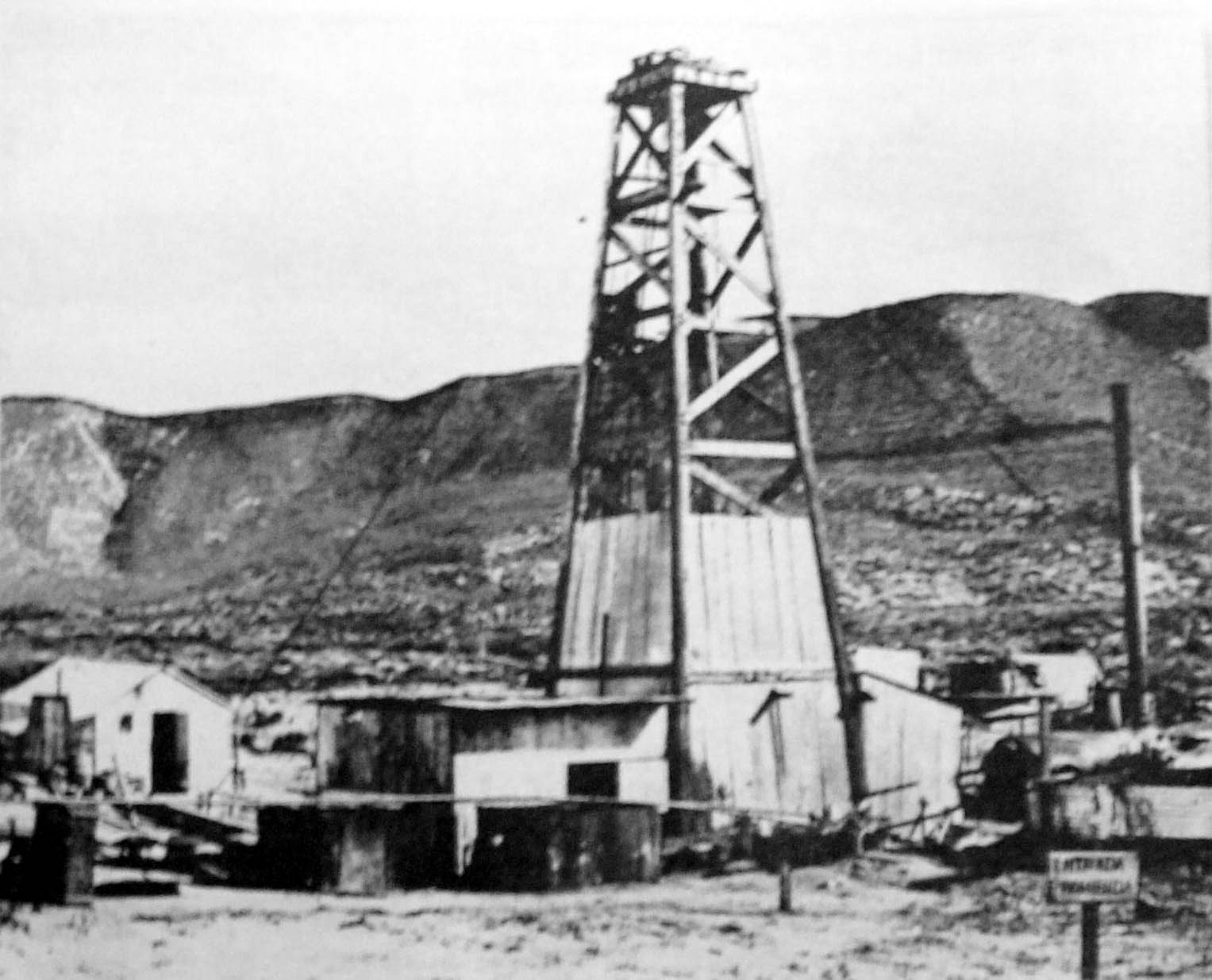
Fotografía del primer pozo en Comodoro Rivadavia, 1907.

El equipo a cargo de José Fuchs, Humberto Beghin (ayudante), Gustavo Kunzell y Juan Martínez (foguistas), Florentino Sot, Antonio Viegas, Joaquín Domínguez, José Barrabosa y Pedro Gelhorn (peones), Pedro Peresa y Francisco Ferrara (cocineros), y Juan García Marcet (aguatero) se toparon con petróleo mientras hacían una perforación que alcanzó los 570 metros aproximadamente, gracias a la adquisición de un equipo Fauck que permitía llegar hasta tales profundidades. El equipo de Fucks descubrió así petróleo en la ciudad de Comodoro Rivadavia el 12 de diciembre de 1907, a tres kilómetros al norte del cerro Chenque.
No obstante, cuando se habían alcanzado los 500 metros de perforación, el administrador de la obra había pedido que se frenara la perforación, sin embargo Fuchs lejos de resignarse continuó con su trabajo, cuando a 540 metros de profundidad de la perforadora Fauck provino una corriente ascendente, ante el asombro, Fuchs y Beguin quedaron atónitos, al darse cuenta de que se habían topado con una napa de petróleo.
Llegó a conocer a los presidentes Figueroa Alcorta e Hipólito Yrigoyen, quién en 1923 le dijo: "Este petróleo traerá problemas. El país que tiene mucho petróleo, se crea muchos enemigos".
Ya jubilado, en medio del debate en torno a la nacionalización del petróleo, Fuchs dijo:

Estoy convencido de que el personal petrolero estatal está suficientemente capacitado para lograr el éxito de cualquier plan de reactivación de YPF por más grande que sean sus proyecciones, y soy partidario decidido no sólo de la nacionalización del petróleo, sino también  de toda reserva energética de la Argentina.
José Fuchs, 1957.

## Homenajes
En Comodoro Rivadavia un barrio lleva su nombre, al igual que una escuela y una farmacia ubicada en Figueroa Alcorta al 563.
En Godoy Cruz, Mendoza, también un barrio lleva su nombre.